# Nigel Hawthorne
Nigel Barnard Hawthorne (Coventry, 5 de abril de 1929 – Hertfordshire, 26 de diciembre del 2001) fue un actor británico, conocido por su papel de Sir Humphrey Appleby, el Secretario Permanente en la serie de televisión británica de los años 80 Sí Ministro y el Secretario de Gabinete en su secuela, Si, Primer Ministro. Por este papel consiguió 4 premios BAFTA de televisión. En los años 1990 ganaría otros dos premios BAFTA, como mejor actor de televisión por The Fragile Heart y como mejor actor de cine por La locura del rey Jorge, papel por el que también obtuvo su única candidatura al Óscar.

## Primeros años
Hawthorne nació en Coventry, Inglaterra, hijo de Agnes Rosemary (de soltera, Rice) y Charles Barnard Hawthorne, médico. Creció en Sudáfrica, empezando sus estudios universitarios en la Universidad de Ciudad del Cabo aunque los abandonó y regresó al Reino Unido en la década de 1950 para alcanzar su sueño de actuar.

## Carrera interpretativa
Hawthorne hizo su debut profesional en 1950, interpretando el papel de Archie Fellows en una producción realizada en Ciudad del Cabo de la obra The Shop at Sly Corner.
Durante su larga y variada carrera artística, sus papeles más reconocidos fueron el de Sir Humphrey Appleby, Secretario Permanente en el ficticio Departamento de Asuntos Administrativos en la serie de televisión Sí Ministro (y Secretario de Gabinete en su secuela, Sí, Primer Ministro), y el del Rey Jorge III tanto en la obra teatral de Alan Bennett La locura de Jorge III (Premio Olivier) como en su posterior adaptación cinematográfica La locura del rey Jorge, por la que obtuvo una candidatura a los Premios Óscar en la categoría de mejor actor.
Hawthorne también fue actor de voz, participando en dos películas producidas por Disney. En 1985, le puso voz a Fflewddur Fflam en The Black Cauldron, y en 1999, dio vida al Professor Porter en Tarzán.

## Honores
Fue nombrado comendador de la Orden del Imperio Británico (CBE) en 1987, siendo nombrado Caballero en 1999.

## Vida personal
Siempre preocupado de guardar su vida privada, se molestó al airearse involuntariamente su homosexualidad a raíz de su nominación al Óscar en 1995, aunque finalmente acudió a la ceremonia junto a su pareja Trevor Bentham, hablando abiertamente de su sexualidad en entrevistas y en su biografía, Straight Face, publicada póstumamente.
Hawthorne sufrió varias operaciones a causa de un cáncer pancreático, aunque su muerte fue causada por un ataque cardiaco, cuando tenía 72 años. Está enterrado en la Iglesia parroquial de Thundridge cerca de Ware, Hertfordshire.

## Filmografía

### Televisión
- Dad's Army (1969) … Hombre enfadado
- Mrs Wilson's Diary (1969) … Roy Jenkins
- Alma Mater (1971) … Alcalde
- The Floater (1975)
- Eleanor Marx: Tussy (1977)
- Eleanor Marx: Eleanor (1977)
- Marie Curie (1977) … Pierre Curie
- Destiny (1978)
- Holocausto (1978) … General Otto Ohlendorf
- Warrior Queen (1978) … Catus Decianus
- Edward and Mrs. Simpson (1978) … Walter Monkton
- Going Straight (1978) … Worm Wellings
- Thomas & Sarah (1979) … Wilson
- The Knowledge (1979) … Mr. Burgess
- Sí Ministro (1980-1984) … Sir Humphrey Appleby, Secretario Permanente
- The Tempest (1980) … Stephano
- Historia de dos ciudades (1980) … Mr. C. J. Stryver
- Jessie (1980) … Mr. Edmonds
- Jukes of Piccadilly (1980) … Brinsley Jukes
- A Brush with Mr. Porter on the Road to Eldorado (1981)
- The Hunchback of Notre Dame (1982) … Magistrado en el juicio de Esmeralda
- A Woman Called Golda (1982) … Rey Abdalá
- The World Cup: A Captain's Tale (1982)
- The Critic (1982)
- The Barchester Chronicles (1982) … Archidiácono Grantly
- The Tartuffe or Imposter (1983) … Orgon
- Pope John Paul II (1984) … Cardenal Stefan Wyszynski
- The House (1984)
- Mapp & Lucia (1985) … Georgie Pillson
- Jenny's War (1985) … Coronel
- Sí, Primer Ministro (1986–1988) … Sir Humphrey Appleby, Secretario de Gabinete
- Spirit of Man (1989) … Rev. Jonathan Guerdon
- Relatively Speaking (1990) … Philip Carter
- The Trials of Oz (1991) … Brian Leary
- Flea Bites (1991) … Kryst
- Inside (1996) … Coronel Kruger
- The Fragile Heart (1996) … Edgar Pascoe
- Forbidden Territory: Stanley's Search for Livingstone (1997) … David Livingstone
- Animal Stories (1998–2000) … Narrador
- Victoria & Albert (2001) … William Lamb, 2º Vizconde Melbourne
- Call Me Claus (2001) … St. Nick

### Cine
- El joven Winston (1972) (no acreditado)
- S*P*Y*S (1974) … Croft
- The Hiding Place (1975) … Pastor De Ruiter
- Watership Down (1978) (voz) … Campion
- Sweeney 2 (1978) … Dilke
- The Sailor's Return (1978) … Mr. Fosse
- La loca historia del Mundo (1981)
- Memoirs of a Survivor (1981) … Padre victoriano
- Firefox (1982) … Pyotr Baranovich
- Los perros de la plaga (1982) (voz) … Dr. Robert Boycott
- Gandhi (1982) … Kinnoch
- Dead On Time (1983) … Doctor
- El sentido de la vida (1983)
- The Chain (1984) … Mr. Thorn
- The Black Cauldron (1985) (voz) … Fflewddur Fflam
- Turtle Diary (1985) … El editor
- Rarg (1988) (voz)
- King of the Wind (1989) … Achmet
- En Håndfull tid (1989) … Ted Walker
- Freddie as F.R.O.7 (1992) (voz) … Brigadier G
- Demolition Man (1993) … Dr. Raymond Cocteau
- La locura del rey Jorge (1994) … George III
- Richard III (1995) … Jorge, Duque de Clarence
- Twelfth Night (1996) … Malvolio
- Murder in Mind (1997) … Dr. Ellis
- Amistad (1997) … Martin Van Buren
- The Object of My Affection (1998) … Rodney Fraser
- Madeline (1998) … Lord Covington
- At Sachem Farm (1998) … Tío Cullen
- The Winslow Boy (1999) … Arthur Winslow
- The Big Brass Ring (1999) … Kim Mennaker
- Tarzán (1999) (voz) … Profesor Porter
- A Reasonable Man (1999) … Juez Wendon
- The Clandestine Marriage (1999) … Lord Ogleby

## Premios y distinciones
Premios Óscar
| Año  | Categoría   | Película                | Resultado |
| ---- | ----------- | ----------------------- | --------- |
| 1995 | Mejor actor | La locura del rey Jorge | Nominado  |